# Andreas Bialas

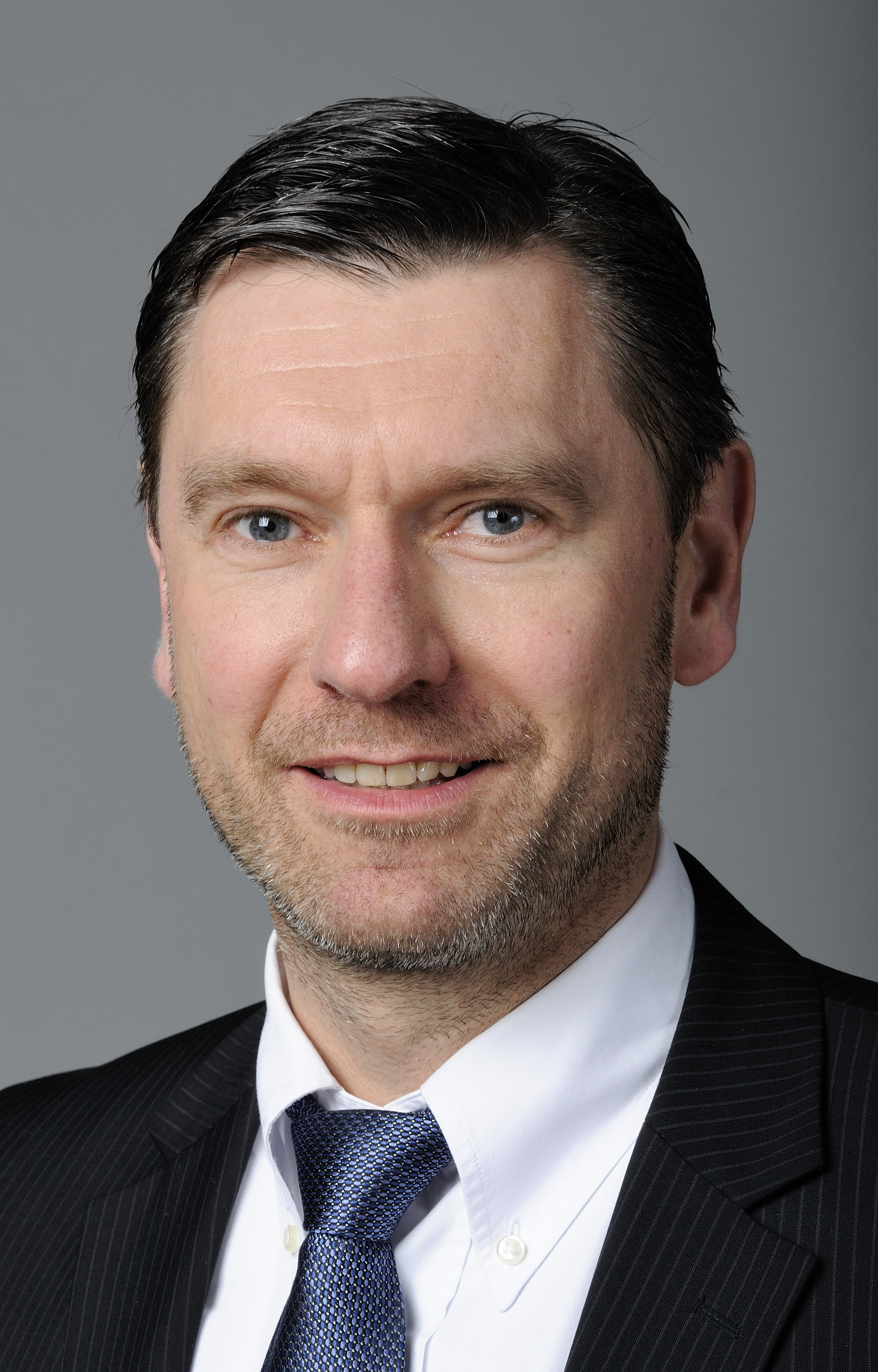
Andreas Bialas (2013)

Andreas Bialas (* 28. Mai 1968 in Schlema, damals Bezirk Karl-Marx-Stadt) ist ein deutscher Politiker (SPD). Er ist seit 2010 Abgeordneter des Landtags von Nordrhein-Westfalen.

## Leben und Beruf
Im Jahr 1974 übersiedelte Andreas Bialas aus der DDR nach Wuppertal. Nach Ablegen der Reifeprüfung 1987 diente er als Offizier bei der Bundeswehr. Ein Studium der Pädagogik schloss er 1994 ab. Von den Feldjägern wechselte er zur Polizei und nahm 2001 ein Studium an der Fachhochschule für öffentliche Verwaltung in Hagen auf, das er als Diplom-Verwaltungswirt (FH) abschloss. Ab 2004 leistete er Dienst an der Innenstadtwache Döppersberg in Wuppertal.

## Partei, Politik und Parlament
Bialas ist seit 1994 Mitglied der SPD und seit 2004 Mitglied des Vorstandes der SPD Wuppertal. Er gehört seit 1999 der Bezirksvertretung Langerfeld-Beyenburg an, war dort ab 2004 Vorsitzender der SPD-Fraktion und ist seit 2020 Bezirksbürgermeister.
Bei den Landtagswahlen 2010, 2012 und 2017 wurde er im Landtagswahlkreis Wuppertal II jeweils direkt in den Landtag von Nordrhein-Westfalen gewählt. 2022 kandidierte Bialas erstmals im Wahlkreis Wuppertal I und konnte auch diesen gewinnen. Im Landtag ist er ordentliches Mitglied des Innenausschusses und Sprecher seiner Fraktion im Ausschuss für Kultur und Medien.
Andreas Bialas ist Kuratoriumsmitglied der Kunststiftung NRW und der Kunstsammlung Nordrhein-Westfalen, Präsident des Verbandes der Bibliotheken des Landes Nordrhein-Westfalen und Vizepräsident der Kulturpolitischen Gesellschaft.

## Politische Positionen
Bialas vertrat 2017 angesichts schwerer Ausschreitungen von Autonomen beim G20-Gipfel in Hamburg die Forderung, gewalttätige Störer auf Lebenszeit von Demonstrationen auszuschließen. Wer Polizisten bei Demonstrationen angreife, beschieße, mit Molotow-Cocktails und Steinen bewerfe, habe „zeitlebens auf einer Demonstration nichts mehr verloren“.